# ひたちなか東警察署
ひたちなか東警察署（ひたちなかひがしけいさつしょ）は、かつて存在した茨城県警察が管轄する警察署。旧那珂湊警察署。

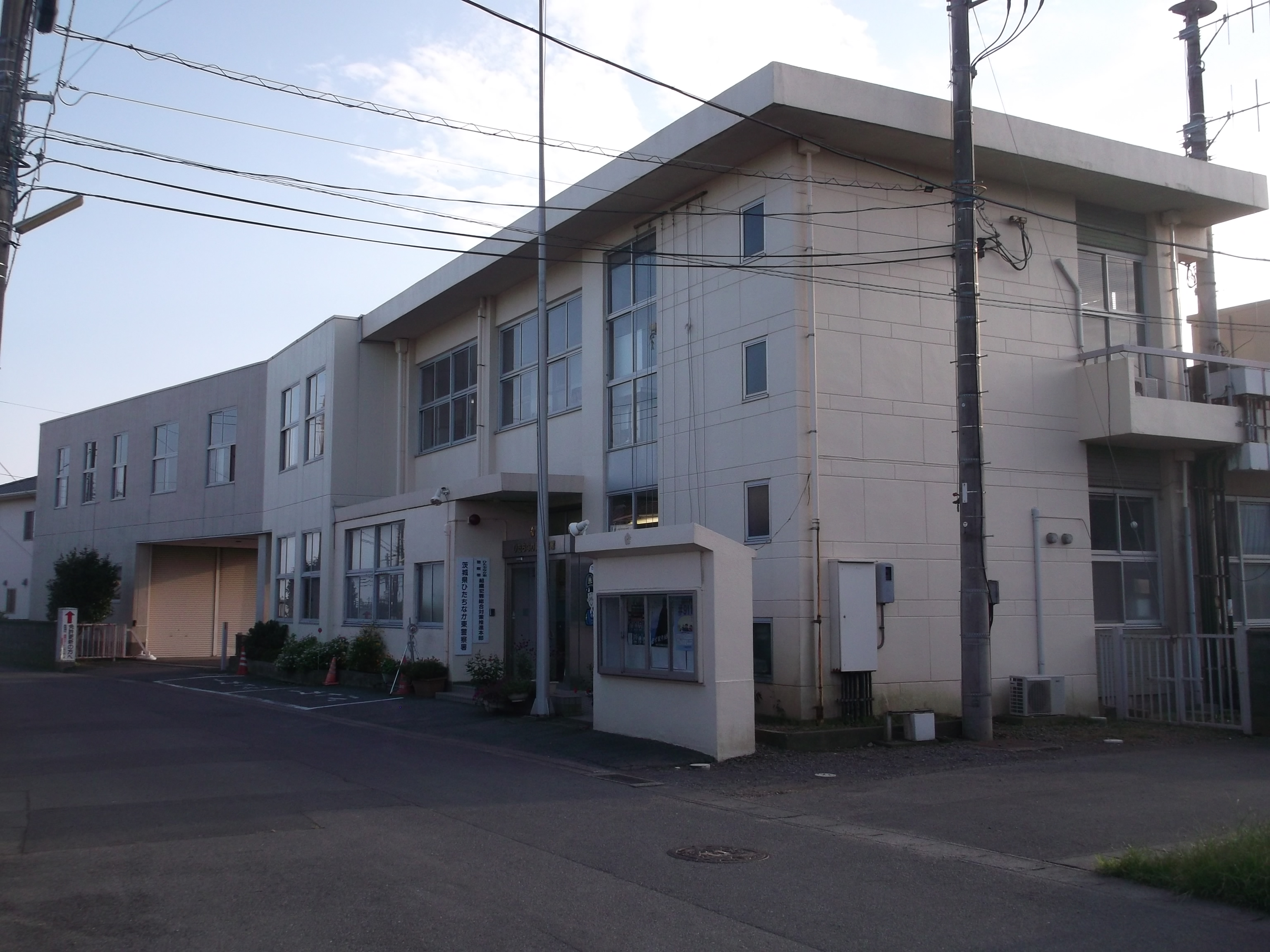
ひたちなか東警察署

## 所在地
〒311-1214 茨城県ひたちなか市和田町1丁目10番30号

## 管轄区域
ひたちなか市那珂湊地区。旧那珂湊市。

## 沿革
- 1873年（明治6年） - 磯浜屯所
- 1920年（大正9年） - 湊警察署
- 1939年（昭和14年） - 那珂湊警察署
- 1948年（昭和23年） - 那珂湊町警察署、平磯町警察署
- 1951年（昭和26年） - 那珂湊地区警察署
- 1955年（昭和30年） - 那珂湊警察署
- 1961年（昭和36年） - 現庁舎建設
- 1994年（平成6年） - ひたちなか市の発足に伴い、ひたちなか東警察署に名称変更
- 2015年（平成27年） - ひたちなか西警察署へ統合しひたちなか警察署に改称。庁舎は旧ひたちなか西警察署に設置。統合に伴い、那珂湊地区に分庁舎として新たに「那珂湊警察センター」をひたちなか市田中後39番10に設置

## 組織

### 駐在所
- 阿字ヶ浦駐在所
- 磯崎駐在所
- 平磯駐在所
- 部田野駐在所

座標: 北緯36度20分41.3秒 東経140度35分52.2秒 / 北緯36.344806度 東経140.597833度